# Tus ojos me vieron
Tus ojos me vieron (título original: Augu þín sáu mig) es una novela del escritor islandés Sjón. Fue publicada el año 1994. Su argumento recrea el mito judío del golem.

## Argumento
En una pequeña pensión de un pueblo alemán, durante la Segunda Guerra Mundial, coinciden Marie-Sophie y el fugitivo Löwe, que está escondido en una cámara secreta en la pensión. Juntos, con un puñado de barro, dan forma a un niño que Löwe esconde en una sombrerera.
- Datos: Q6154053